# Hers-Vif
El Hers-Vif , "Hers vivo", en contraposición al Hers-Mort, "Hers muerto", de curso más lento), también llamado Grand Hers o simplemente Hers, es un río del sur de Francia de 135 kilómetros de longitud, afluente derecho del Ariège
El Hers-Vif nace a unos 1.500 metros de altitud cerca del puerto pirenaico de Chioula, a unos 6 km al norte de Ax-les-Thermes. Es el principal afluente del Ariège, en cuya orilla derecha desemboca 2 km aguas arriba de Cintegabelle, en el Alto Garona.
Fluye unos 30 km a través de los Pirineos, descendiendo 1100 m hasta el pueblo de Peyrat, donde llega a una llanura de piedemonte. Su valle se ensancha a medida que atraviesa la llanura, llegando a la ciudad medieval de Mirepoix, que marca el inicio de su valle inferior.
Varios ríos desembocan en él:
- Desde los Pirineos: el Lasset ; la Fontaine de Fontestorbes ; el Touyre
- De la llanura y de las colinas del piedemonte: el Blau y el Douctouyre;
- De las colinas de Lauragais y Razès: el Ambronne y el Vixiège.

Los departamentos y localidades a lo largo de su recorrido son:
- Ariège: Prades, Bélesta, La Bastide-sur-l'Hers, Mirepoix, Mazères
- Aude: Comus, Chalabre
- Alto Garona: Calmont

## Inundaciones
El Hers es probablemente conocido como vif (intenso o rápido en este contexto) debido a sus crecidas a veces espectaculares - la del 16 de junio de 1289 destruyó por completo Mirepoix. Más recientemente, ha habido:
- 23 de junio de 1875: caudal estimado de 1.500 metros cúbicos por segundo en Mazères;
- 6 de febrero de 1919: caudal estimado de 600 a 800 metros cúbicos por segundo en Mazères;
- 19 de mayo de 1977: caudal estimado de 1.070 metros cúbicos por segundo en Mazères;
- 16 de enero de 1981: caudal estimado de 1.100 metros cúbicos por segundo en Mazères;
- 11 de junio de 2000: caudal estimado de 500 metros cúbicos por segundo en Mazères;
- 24 de enero de 2004: caudal estimado de 500 metros cúbicos por segundo en Mazères.